# Budberg (Adelsgeschlecht)

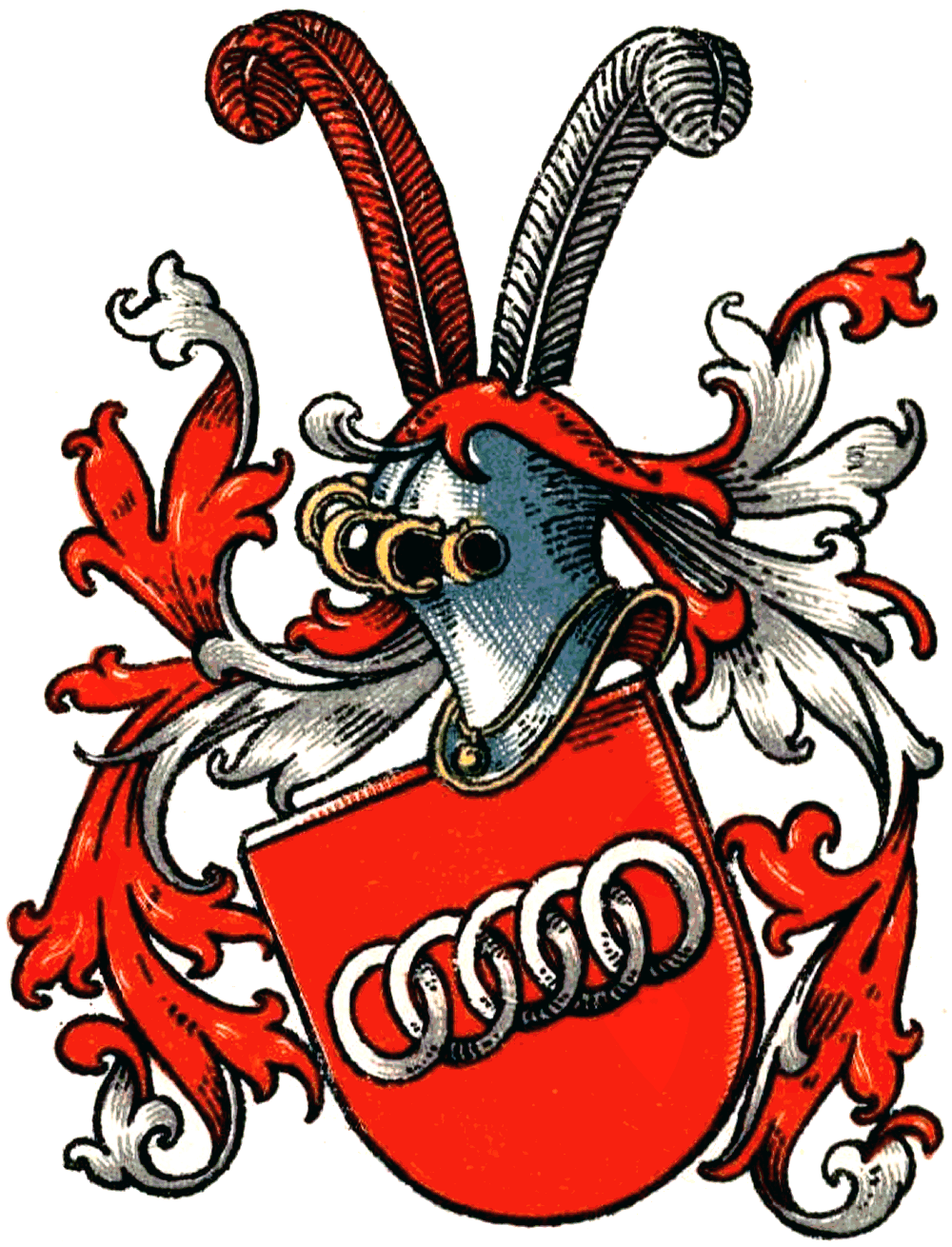
Stammwappen derer von Budberg (Westfalen)

Budberg, auch Budberg-Bönninghausen oder Boenninghausen gen. Budberg, ist der Name eines baltischen Adelsgeschlechts westfälischen Ursprungs. Zweige der Familie bestehen gegenwärtig fort.
Das Geschlecht ist nicht stammverwandt mit den auch wappenverschiedenen, ebenfalls westfälischen von Bönninghausen oder den deutsch-baltischen von Bönninghausen.

## Geschichte
Die Familie, die von den Herren von Boenen abstammen soll, entlehnt ihren Namen ihrem westfälischen Stammgut Budberg bei Werl. Mit dem Ministeriale Rotgerus de Budberge, der am 10. Juni 1313 mit 10 Morgen Land im Lehnsgüterverzeichnis des Grafen Wilhelm von Arnsberg aufgeführt, wird die Familie erstmals urkundlich erwähnt. Bönninghausen, nach dem sich die kurländischen Budberg seit dem 18. Jahrhundert ebenfalls nennen, wurde im Jahre 1370 erworben. Hierdurch wurden die von Budberg auch Lehnsnehmer der Herren von Volmestein. Die Brüder Dietrich und Gotthard von Budberg verglichen in den Jahren 1551 und 1560 wegen Bönninghausen, worauf dieses bei ersterem verblieb, letzterer aber sich mit 2000 Goldgulden nach Kurland begab, dort ab dem Jahr 1570 mehrfach urkundlich genannt wurde und schließlich 1583 Garßen erwarb.
Während Gotthards gleichnamiger älterer Sohn die kurländische Linie stiftete, welche am 17. Oktober 1620 in die 1. Klasse der kurländische Ritterbank aufgenommen wurde, verschlug es Wilhelm von Budberg, einen weiteren mutmaßlichen Sohn Gotthards, durch die Ereignisse des Polnisch-Schwedischen Krieges nach Livland. Er wurde 1645 von König Gustav Adolph mit Sennen und Fierenhof belehnt. Die Brüder Gotthard Johann (1634–1700), schwedischer Oberst und estländischer Landrat, Leonhard Gustav (1640–1708), schwedischer Oberstleutnant und livländischer Landrat, und Gotthard Wilhelm (1644–1710), schwedischer Oberst, wurden am 21. Februar 1693 in den schwedischen Freiherrnstand nobilitiert und gleichen Jahres in die Freiherrnklasse der schwedischen Ritterschaft introduziert (sub. Nr. 98). Die Linien Treiden–Itzeen und Fierenhof–Sennen wurden 1747 in die Livländische Ritterschaft immatrikuliert.
Die Linie Magnushof, führt sich auf den russischen Oberst Jakob von Budberg († 1759) zurück, dessen Einbindung in die Gesamtfiliation ungesichert ist, und wurde 1807 in die livländische Ritterschaft immatrikuliert.
Während das Estländische, durch den schwedischen Oberst und estländischen Landrat Freiherr Gotthard Johann von Budberg (1634–1700), gestiftete Haus Wack 1727 bereits wieder erloschen ist, wurde die Linie Hark-Wannamois 1746 bei der estländischen Ritterschaft immatrikuliert. Nachfahren des Freiherrn Jakob Johann von Budberg (1688–1738), Erbherrn auf Walk, blühten um die Mitte des 20. Jahrhunderts noch im Innern Russlands.
Freifrau Caroline von Budberg auf Doben wurde am 8. April 1833 in die kurländische Ritterschaft aufgenommen.
Durch Senatukas vom 28. Februar 1856 (Nur. 1338) bzw. vom 3. April 1862 (Nr. 2823) wurde auch den noch untitulierten Linien des Geschlechts das Recht zur Führung des Baronstitels zuerkannt.

## Historischer Güterbesitz
Die Familie war im Baltikum umfassend begütert, so in Estland mit Angern, Emmomäggi, Finn, Hark, Hukas, Mannamois (bis 1919), Münckenhof, Murras, Seyer (bis 1919), Strandhof, Wack und Wait; in Kurland mit Alt Grünwald, Garßen (1583–1920), mit Gritzgain und Baltensee (zusammen 7750 ha), Czernowka mit Annenhof, Gargeln, Hohenberg, Schmucken, Suffey sowie Weißensee mit Berghof; in Livland (estnischer Distrikt) mit Fierenhof, Fölck, Hohenheyde, Koik, Langensee, Sennen, Waimel-Neuhof und Wiera; (lettischer Distrikt) mit Ahrenshof, Fehren, Gologowsky, Grundsal, Inzeem, Kegeln, Kujen, Lennewareden, Magnushof (1760/1879–1920; 250 ha), Neu-Ottenhof, Ramkau, Reppekaln, Rosenblatt, Sellin, Stolben, Tirsen, Treiden, Widdrich (1726–1920) und Zehrten; in Litauen mit Gemauert-Poniemon (bis 1920; 1370 ha), Gosnice, Pietrazyszek, Pomusch mit Titkan sowie Zehmen. Weiter Gutsbesitz bestand im Gouvernement Kursk mit Alexejewka, in Hessen mit Guntersblum sowie in Bayern mit Bückenau.

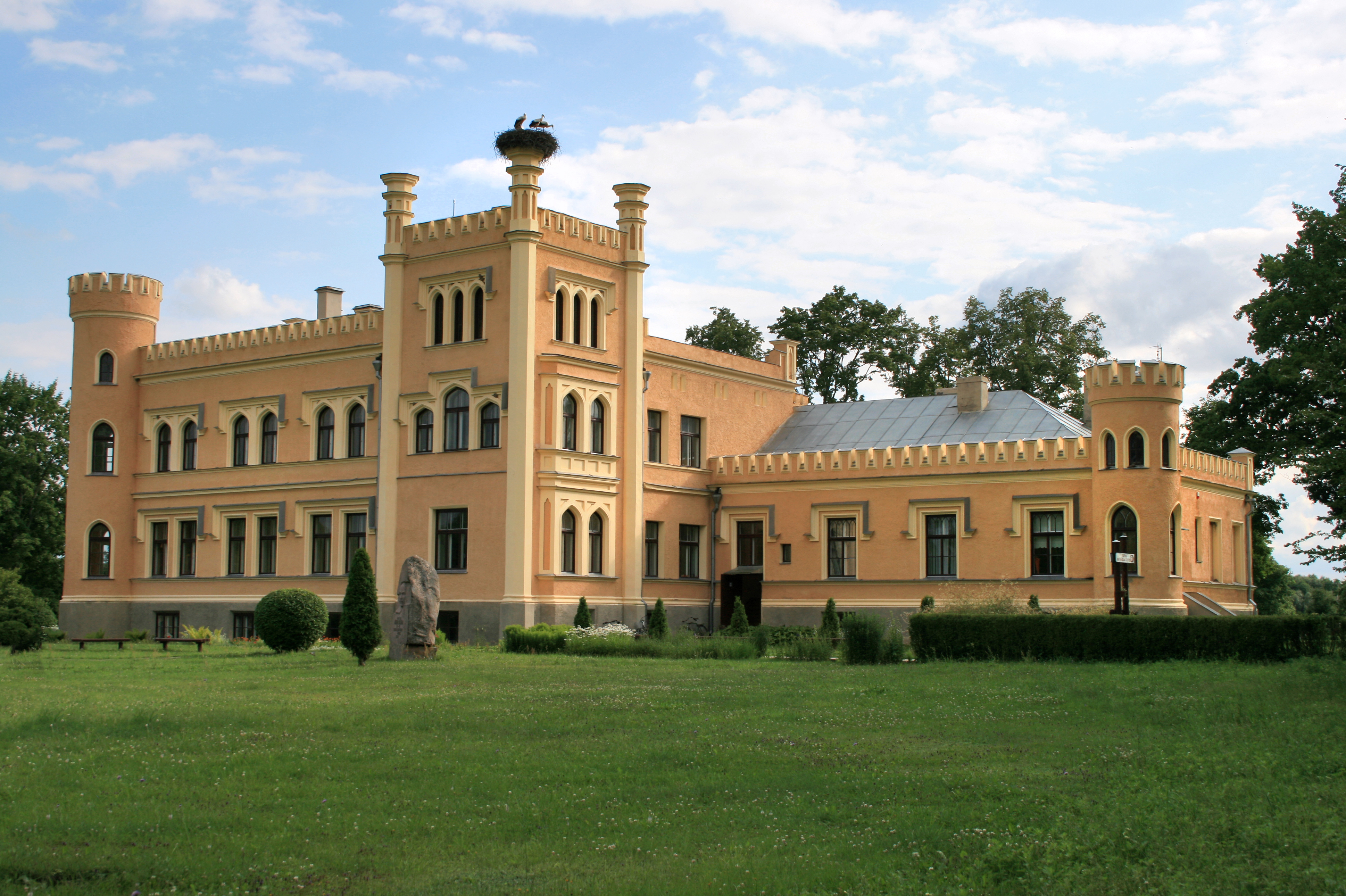
Herrenhaus Garßen (2011)
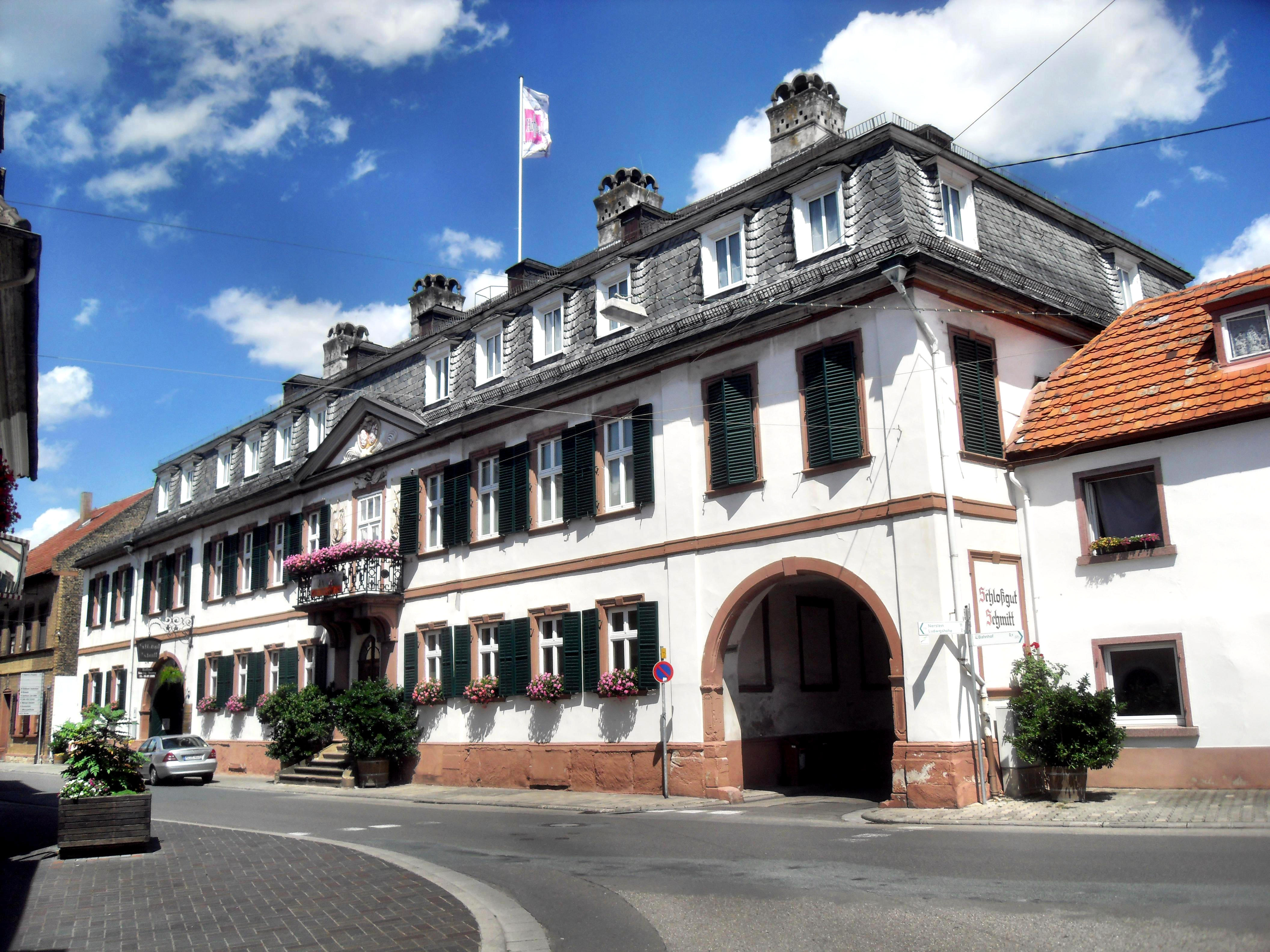
Das Guntersblumer Neue Schloss (2009)
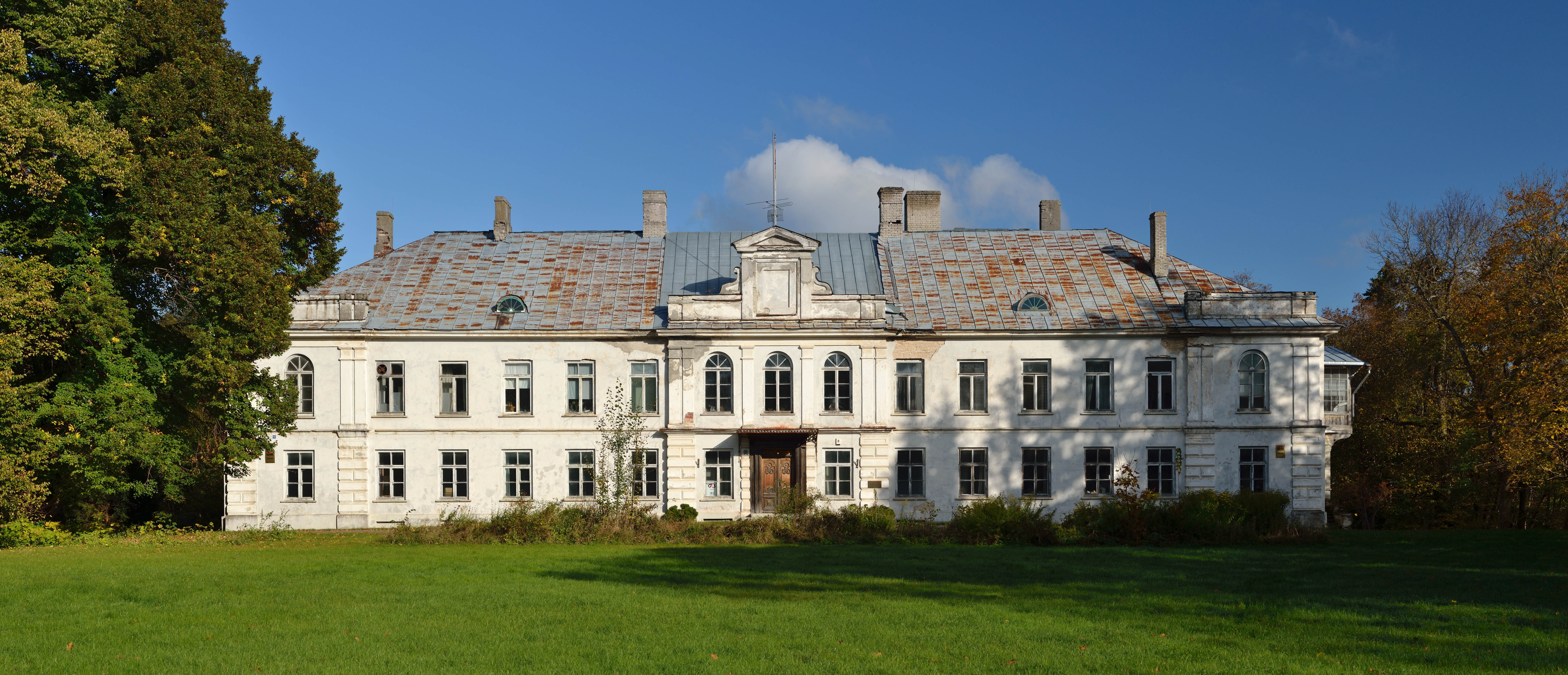
Herrenhauses Harku (2012)

## Wappen
Das Stammwappen zeigt in Rot balkenweise eine silberne (goldene) Kette von fünf (auch drei ganzen und zwei halben) Gliedern. Auf dem Helm mit rot-silbernen (rot-goldenen) Decken (die Kette zwischen) zwei Straußenfedern, die rechte rot, die linke silbern (golden).
Das Freiherrliche Wappen (1693) ist geviert und belegt mit einem Herzschild der das Stammwappen zeigt. 1 und 4 in Blau ein gekrönter goldener Löwe einen Palmzweig haltend; 2 und 3 in Silber drei blaue Schrägrechtsbalken, der mittlere von doppelter Breite, belegt mit drei goldenen Spornrädern. Zwei Helme mit blau-golden-rot-silbernen Decken, rechts der des Stammwappens, auf dem linken zwischen einer goldenen und einer blauen Fahne sechs blau, rot, silber, blau, gold, rote Fähnchen.

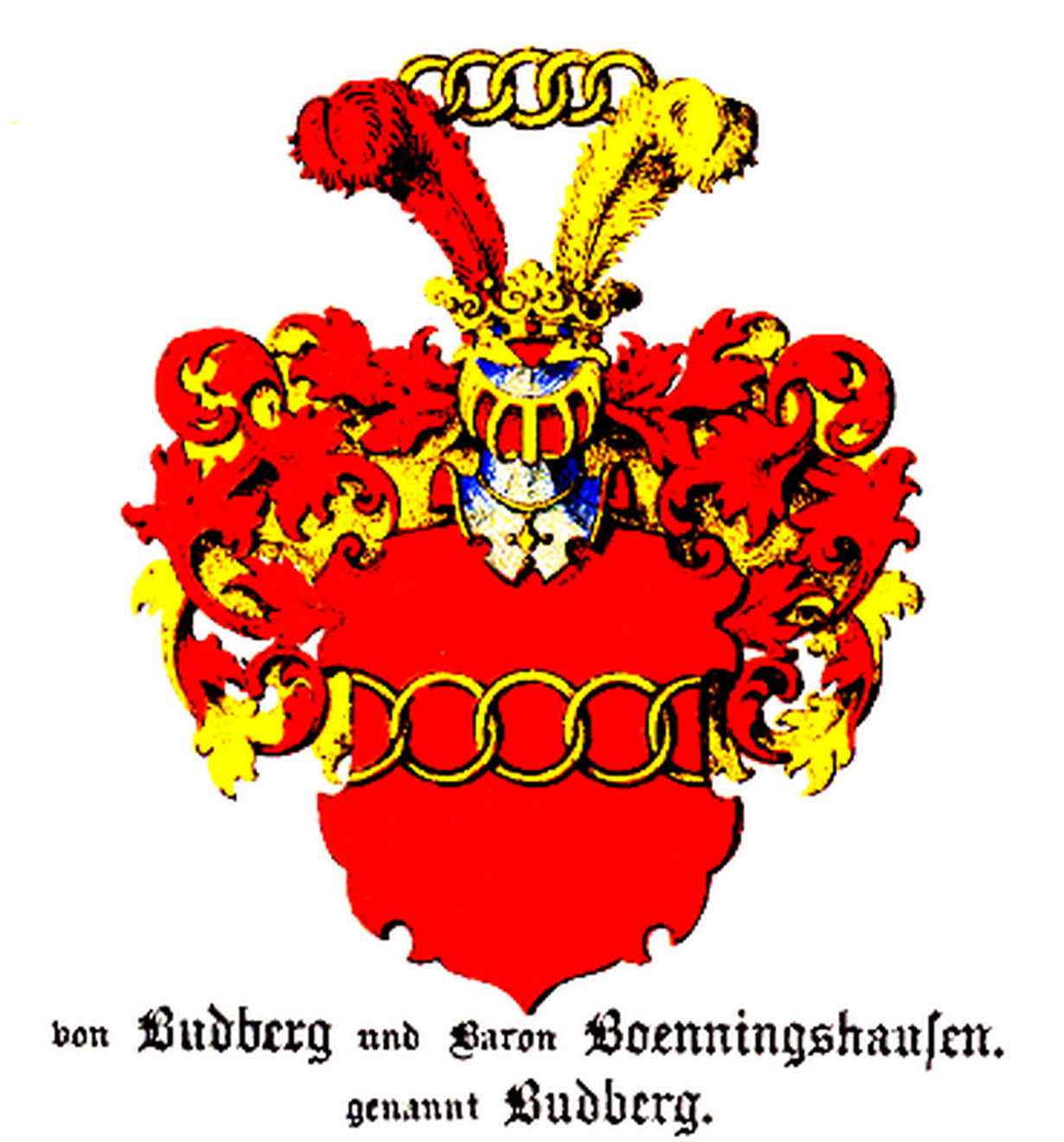
Stammwappen im Baltischen Wappenbuch (1882)
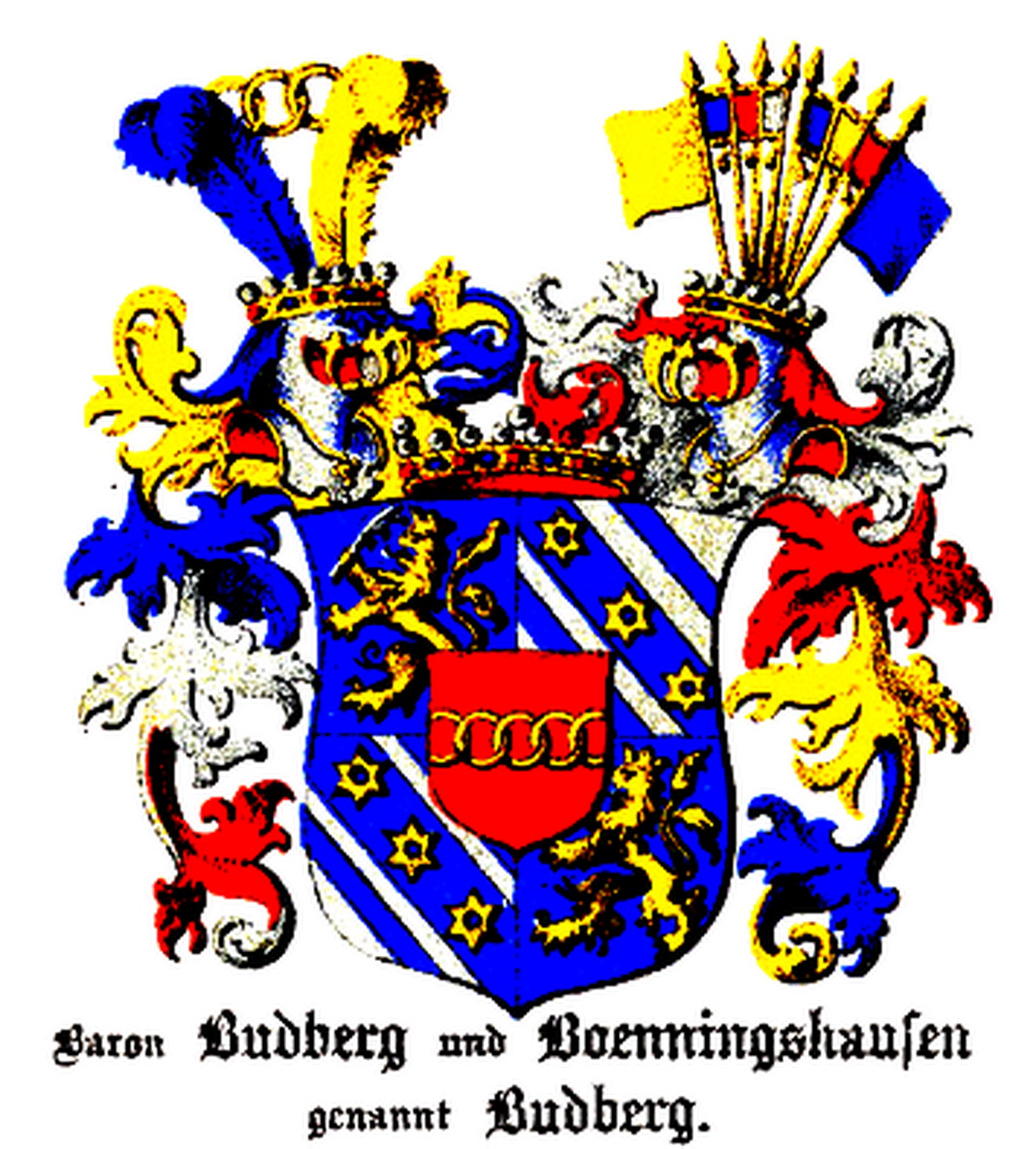
Freiherrliches Wappen (1693) im Baltischen Wappenbuch (1882)
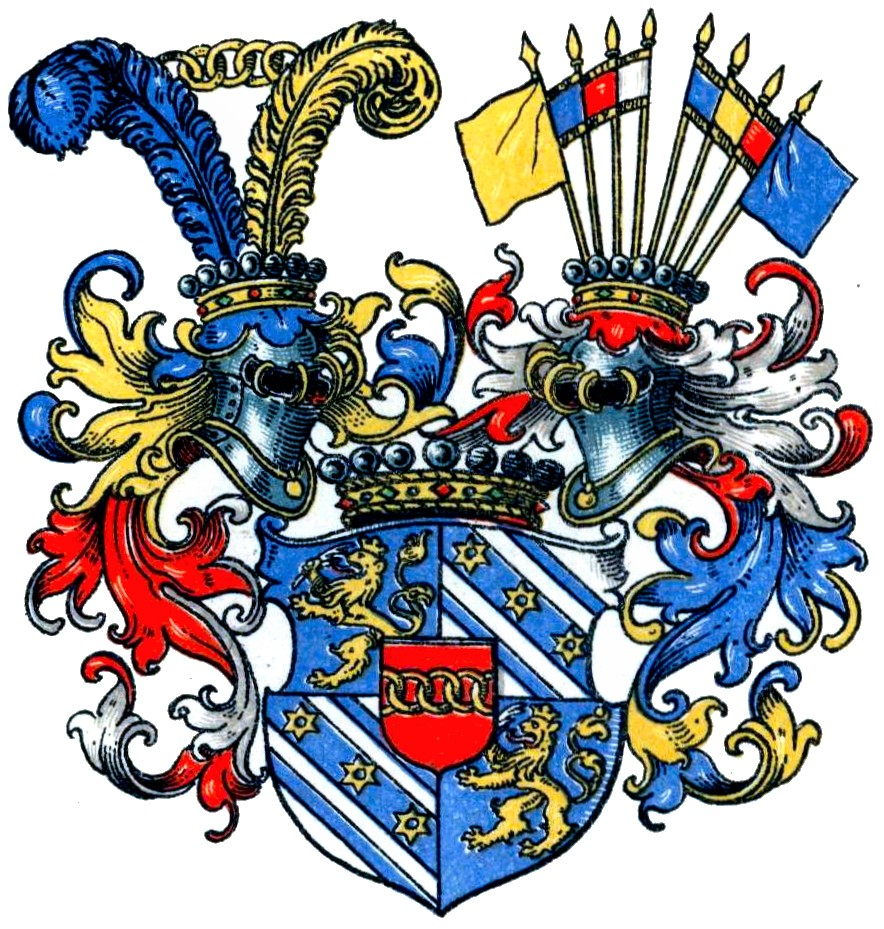
Wappen der Freiherren von Budberg gen. Bönninghausen im Wappenbuch des Westfälischen Adels

## Angehörige
In der Reihenfolge des Geburtsjahres
- Gotthard Wilhelm von Budberg (1685–1749), livländischer Landmarschall
- Johann Gustav von Budberg (1693–1754), livländischer Landrat
- Alexander von Boenninghausen gen. von Budberg (1717–1802), preußischer Generalleutnant
- Leonhard Johann von Budberg-Bönninghausen (1727–1796), livländischer Land- und Adelsmarschall
- Otto Wilhelm von Budberg (1730–1793), Ritterschaftshauptmann der Estländischen Ritterschaft und Landart
- Woldemar Dietrich von Budberg-Bönninghausen (1740–1784), Maler und Zeichner
- Andreas von Budberg (1750–1812), russischer Außenminister
- Gotthard Wilhelm von Budberg-Bönninghausen (1766–1832), Gouverneur von Estland
- Gotthard Wilhelm von Budberg-Bönninghausen (1766–1836), russischer Generalleutnant
- Otto Christoph von Budberg-Bönninghausen (1771–1857), Jurist und Schriftsteller
- Carl Ludwig von Budberg gen. Bönninghausen (1775–1829), russischer Generalmajor
- Karl Woldemar von Budberg (1778–1842), Maler
- Alexander Theodor von Budberg-Bönninghausen (1797–1876), russischer Generalleutnant
- Karl Bernhard von Budberg (1810–1867), preußischer Generalmajor
- Roman von Budberg-Bönninghausen (1816–1858), Dichter und Schriftsteller
- Andreas Fjodorowitsch von Budberg-Bönninghausen (1817–1881), russischer Diplomat
- Gotthard Theodor von Budberg gen. Bönninghausen (1825–1899), russischer Generalleutnant
- Joseph Andreas Johann Maria von Budberg gen. Bönninghausen (1836–1916), russischer Diplomat, Gesandter in Stuttgart
- Otto Bernhard von Budberg-Bönninghausen (1850–1907), Ritterschaftshauptmann der Estländischen Ritterschaft
- Theodor von Budberg (1851–1916), russischer Diplomat